# DeepBurner
DeepBurner est un logiciel spécialisé dans la manipulation des disques optiques développé par Astonsoft depuis 2003. Sa version gratuite est disponible en plus de 25 langues. Il existe par ailleurs une version portable et une  version professionnelle qui vaut 50€.

## Historique
| Version                           | Date de sortie | Notes                           |
| --------------------------------- | -------------- | ------------------------------- |
| DeepBurner 1.1                    |                |                                 |
| 1.1.0.73 gratuit                  | 2003-11-28     | Première sortie publique        |
| 1.1.4.143 Pro                     | 2004-09-26     | Introduction de la Version Pro. |
| 1.8.0.224 gratuit & 1.8.0.225 Pro | 2006-03-24     |                                 |
| 1.9.0.228 gratuite & Pro          | 2008-03-18     |                                 |